# (6688) Donmccarthy
(6688) Donmccarthy est un astéroïde de la ceinture principale.

## Description
(6688) Donmccarthy est un astéroïde de la ceinture principale. Il fut découvert le 2 mars 1981 à Siding Spring par Schelte J. Bus. Il présente une orbite caractérisée par un demi-grand axe de 3,10 UA, une excentricité de 0,17 et une inclinaison de 4,8° par rapport à l'écliptique.

## Compléments